# Diversidad sexual en Jamaica
Las personas del colectivo LGBT+ en Jamaica se enfrentan a ciertos desafíos legales y sociales no experimentados por otros residentes. Las relaciones sexuales consensuales entre hombres del mismo sexo aún no han sido despenalizadas en Jamaica, además, la diversidad sexual es un tema tabú en la sociedad jamaiquina, la cual es mayormente conservadora, por lo tanto, aún persiste la violencia, la discriminación y la persecución de las personas LGBT+ en el país.
Algunas voces internacionales, incluido el Parlamento Europeo, se han alzado contra lo que ellos ven como homofobia jamaiquina. El 12 de abril de 2006, la revista Time difundió un artículo titulado «¿El lugar más homofóbico del mundo?».

## Legislación y derechos

### Despenalización de la homosexualidad
En marzo de 2023, fue suspendido el caso Procurador General c. Maurice Tomlinson (2023), que implica una impugnación constitucional contra la ley antisodomía de Jamaica incoada por el activista por los derechos huamnos Maurice Tomlinson. Tomlinson había interpuesto la demanda en 2015. El Tribunal de Apelación ordenó un juicio separado para determinar la cuestión preliminar de si se puede considerar la constitucionalidad de los artículo 76, 77 y 79 de la Ley de Delitos contra la Persona (OAPA).

### Reconocimiento de las parejas del mismo sexo
No existe ningún tipo de reconocimiento hacia las parejas formadas por personas del mismo sexo en forma de matrimonio o de unión civil en Jamaica, por ende, el Estado jamaiquino tampoco reconoce a la familia homoparental. En Jamaica está prohibido constitucionalmente el matrimonio entre personas del mismo sexo desde 1962, y es improbable que se modifique la constitución en los próximos años para que así se pueda aprobar un proyecto de ley el cual pueda permitir que las parejas del mismo sexo tengan el mismo derecho que las parejas heterosexuales a acceder a las uniones civiles o al matrimonio.

### Leyes y medidas antidiscriminación

#### Protección laboral
Desde el año 2004, el Estado de Jamaica cuenta con medidas legales las cuales prohíben la discriminación por motivos de la orientación sexual en el ámbito laboral. No obstante, las medidas legales vigentes contra la discriminación solo prohíben la discriminación por motivos de la orientación sexual de forma limitada, aparte de que no se extienden hasta la identidad y expresión de género.
El apartado 9 del artículo 13 del Reglamento del Personal de la Administración Pública expresa lo siguiente:

13.1 Declaración de Política

Los empleados serán tratados de manera justa y equitativa sin discriminación basada en cualquiera de los siguientes motivos: edad, género, origen nacional, raza, color, creencias religiosas, afiliación política, discapacidad, orientación sexual.

## Condiciones sociales

### Violencia contra la comunidad LGBTI+
De acuerdo con el Observatorio de los Derechos Humanos (2004, la «violencia física y verbal, que pasó de las palizas a brutales ataques armados con el fin del asesinato, es generalizada. Para muchos, no hay ningún remanso de paz para tal abuso. Los hombres que tienen sexo con hombres, y las mujeres que lo tienen con mujeres denuncian haberse visto forzados a abandonar sus casas y sus pueblos debido a vecinos que amenazaban con matarles si decidían quedarse, forzándolos a abandonar sus pertenencias y a que muchos acaben viviendo como sin techos».
Por añadidura, «la policía está apoyando activamente la violencia homófoba, es inefectiva a la hora de investigar denuncias de abuso, y arresta y detiene a hombres simplemente por sus conductas supuestamente homosexuales».
En un asesinato motivado por el odio hacia los homosexuales, «varios testigos presenciales [dicen] que la policía participó en ese abuso que al final llevó a que la multitud matara, primero golpeando al hombre con palos y luego instando a otros a pegarle porque era homosexual».
Amnistía Internacional está también de acuerdo: «Los gais y lesbianas han sido golpeados, lastimados, quemados, apaleados y disparados debido a su sexualidad»; y los gais y lesbianas constituyen una de las «comunidades más marginalizadas y perseguidas de Jamaica».
Amnistía Internacional pone como ejemplo un reciente incidente recogido en un periódico nacional, en el cual un padre animó a que una multitud apaleara a su hijo, que era sospechoso de ser gay, mientras observaba sonriendo. No se presentaron cargos.
Mientras la policía no hace estadísticas de ataques contra homosexuales, el J-FLAG (Foro Jamaiquino de Lesbianas, Pansexuales y Gays) informa que tiene constancia de que 30 hombres han sido asesinados en Jamaica entre 1997 y 2004
La violencia provocó que cientos de homosexuales jamaiquinos hayan buscado asilo político en países como Reino Unido, Canadá y Estados Unidos, y varios han tenido éxito.En 2005 el Parlamento Europeo aprobó una resolución apelando a que Jamaica revoque sus leyes contra la sodomía y combata activamente la tan difundida homofobia.
Entre los casos más recientes de incidentes de violencia denunciados se pueden traer al caso los siguientes:
- En enero de 2006, Nokia Cowan, un joven jamaiquino, fue sumergido hasta la muerte en un muelle de Kingston, tras haber sido, según se informa, perseguido por las calles por una multitud que daba alaridos llenos de calificativos homofóbicos.[17]

- En abril de 2006, varios estudiantes del campus de Mona (Universidad de las Indias Occidentales) causaron disturbios mientras la policía intentaba proteger a un hombre que había sido perseguido por el campus porque otro estudiante había afirmado que se le había insinuado en el baño. La turbamulta exigió que el hombre se diera la vuelta hacia ellos. La bandada de gente solo se dispersó cuando se llamó a la policía antidisturbios y un agente disparó al aire. Si la demanda por insinuarse sexualmente avanza, el perseguido podría afrontar cargos.[18][19]
- En septiembre de 2009, John Terry ―el cónsul honorario británico en el área de Montego Bay―, de 65 años, separado y con dos hijos, fue encontrado asesinado en su vivienda. Una nota encontrada en la cama lo calificaba de batty man (‘maricón’ en el dialecto local).[20]

### Actitud pública
En 2004 el Observatorio de los Derechos Humanos publicó un informe sobre el estado de la comunidad homosexual de Jamaica. Dicho informe documentó una homofobia enormemente difundida y sostuvo que los elevados niveles de intolerancia estaban perjudicando los esfuerzos públicos para combatir la violencia y la epidemia del sida. El Caribe tiene los más altos porcentajes de sida de toda América, aunque el mayor foco de contagio son los contactos heterosexuales.
Un reciente sondeo mostró que el 96% de los jamaicanos se oponía a cualquier cambio que pudiera conducir a la legalización de las relaciones homosexuales.
Muchos jamaicanos son devotos cristianos y afirman que su postura antigay se basa en asuntos religiosos.
En febrero de 2006, una coalición de líderes eclesiásticos y miembros de la Hermandad de Abogados Cristianos manifestaron su oposición a las provisiones privadas de una propuesta Carta de Derechos que formaría la base de un enmienda a la constitución jamaicana. El principal de los asuntos fue que la homosexualidad pudiera ser hecha legal, a pesar de que A. J. Nicholson (ministro de Justicia) y Bruce Golding (el jefe de la oposición) lo habían negado; ambos se oponen a que se legalice la homosexualidad.
El grupo local de derechos de los homosexuales (J-FLAG) reconoce que el sentimiento antigay está influido por ciertos pasajes claramente homofóbicos de la Biblia, pero contesta que «la apropiación por parte de las asambleas legislativas de la condena cristiana de los homosexuales es un proceso puramente arbitrario, guiado en gran medida por predisposiciones individuales y prejuicios colectivos. En el caso del adulterio, del cual hacen muchísima más mención los textos bíblicos, Jamaica no tiene ninguna ley referente a su condena o enjuiciamiento. Lo mismo se puede aplicar al acto de la fornicación».
Además, el adulterio y la fornicación son elogiados como signos de la virilidad masculina e las letras de canciones populares, especialmente en letras de reggae jamaiquino.

## Grupos de derechos humanos
Según una encuesta sobre orientación sexual y derechos humanos en América publicada en diciembre de 2003:
En el Caribe, Jamaica es con diferencia el lugar más peligroso para las minorías sexuales, con frecuentes, y a menudo mortales, ataques contra gays alentados por una cultura popular que idolatra a los cantantes de reggae y dancehall, cuyas letras hacen un llamamiento a la quema y asesinato de gays. Las leyes draconianas en contra de la actividad sexual entre personas del mismo sexo continúan teniendo mucha fuerza, no solamente en Jamaica, sino también en la mayor parte del Caribe anglófono.
Según Amnistía Internacional, «la comunidad de gais y lesbianas en Jamaica afronta un prejuicio extremo», y «los homosexuales de Jamaica, o los que son sospechosos de serlo, son víctimas a diario de tratamiento como enfermos, de acoso policial e incluso de tortura».

## Política

### Partidos políticos
Ninguno de los dos partidos políticos principales de Jamaica expresó algún apoyo oficial a los derechos de los homosexuales. El Partido Nacional del Pueblo (Peoples National Party), en el poder en 2006, ve las críticas internacionales a sus derechos humanos como un inmiscuimiento, afirmando incluso que la homofobia no es un problema serio y que los derechos de los homosexuales van en contra de los valores sociales conservadores del pueblo jamaiquino.[cita requerida]
El Partido Laborista Jamaiquino (Jamaican Labour Party) ha evitado el tema del mismo modo, a pesar de que en 2004, el ministro de justicia, Oswald Hardider, planteó que sentía que la ley de Jamaica debería seguir el consejo del Informe Wolfenden (Informe del Comité Departamental de los Ataques Homosexuales y la Prostitución, publicado en el Reino Unido en 1957) y descriminalizar la homosexualidad y la prostitución si se produce entre adultos que lo consienten en privado. Ninguno de los otros partidos menores ha respaldado los derechos de los homosexuales.
En abril de 2006, el Sunday Herald publicó un titular en primera página que rezaba «¡Maricas no!», en el que el líder de la oposición Bruce Golding aseguraba que «los homosexuales no iban a obtener ningún consuelo en ninguno de los gabinetes formados por él».
El comunicado fue apoyado por varios sacerdotes y un líder sindical. Durante las elecciones de 2001, el partido de Golding usó como canción de campaña la homofóbica Chi chi man (del grupo de dancehall TOK), que celebra que se quemen y asesinen personas homosexuales.
En diciembre de 2011, la primera ministra de Jamaica, Portia Simpson-Miller, manifestó que el gobierno debería proteger a las personas contra la discriminación sobre la base de su orientación sexual, y que había que revisar las leyes que penalizan los actos sexuales homosexuales.

### Activismo político
La única organización de derechos de los homosexuales de Jamaica es el J-FLAG. La organización se creó en 1998 y trabaja en la clandestinidad y anónimamente. En junio de 2004 el fundador, rostro visible del J-FLAG y activista que lideraba la defensa de los derechos de los gays de Jamaica, Brian Williamson, fue asesinado a puñaladas en su casa. La policía dictaminó que su asesinato fue un crimen motivado por el odio prejuicioso.
La investigadora del Observatorio de los Derechos Humanos, Rebecca Schleifer se reunió con Williamson ese día y llegó a su casa no mucho tiempo después de que su cuerpo haya sido descubierto:

Encontró un grupillo de personas cantando y bailando. Un hombre gritó, «¡Mariconazo, te hemos matado!». Otros lo estaban celebrando riéndose a carcajadas y vociferando «Pillémoslos uno por uno», «Esto es lo que tienes por tu pecado». Otros cantaban Bomm bye bye, la conocida canción de dancehall del cantante Buju Banton que versa sobre acribillar a balazos y quemar a los homosexuales. «Era como un desfile ―comenta Schleifer―. Básicamente estaban de fiesta».
Gary Younge (periodista) en The Guardian

El Observatorio de los Derechos Humanos también recoge que la policía ayudó a un sospechoso a eludir la identificación y rechazó conscientemente el considerar la posibilidad de que el asesinato haya sido motivado por motivos homófobos. Junto a él el oficial responsable de la investigación afirmaba que «la mayor parte de la violencia contra los homosexuales es de tipo interno. Nosotros nunca hemos tenido casos de que se le haya pegado ninguna paliza a los gais [por parte de heterosexuales]».
Un amigo de Williamson, Lenford Steve Harvey, que era abiertamente gay y se adhirió al programa SIDA, Apoyo para la Vida de Jamaica, fue muerto a balazos al año siguiente, en la víspera del Día Mundial del Sida. Supuestamente los asesinos irrumpieron violentamente en su casa pidiendo dinero y preguntando «¿Eres maricón?».
«Creo que su silencio, su negativa a responder a la pregunta, decidió su destino ―comenta Yvonne McCalla Sobers, que dirige Familias Contra el Terrorismo de Estado―. Luego abrieron su ordenador portátil y vieron una fotografía suya con su pareja abrazados, lo que dejó bien a las claras que estaban juntos. Por eso ellos lo sacaron y lo asesinaron». Cuatro personas fueron acusadas del crimen.

## Cultura

### Música
Los cantantes jamaiquinos de reggae y dancehall, como Buju Banton, Beenie Man, Vybz Kartel, Elephant Man, Sizzla, Capleton, T.O.K. y Shabba Ranks, escriben e interpretan canciones claramente partidarias de atacar y asesinar gais y lesbianas.
Buju Banton, uno de los cantantes más populares de Jamaica, escribió la exitosa canción Boom bye bye, en donde se amenaza a los homosexuales con un «disparo en la cabeza» e insta a verter ácido sobre ellos y lanzarlos al fuego. Banton y dos personas más fueron imputados en septiembre de 2005 en relación con un ataque a seis gais en Kingston en el año 2004. La policía alegó que era uno de alrededor de una docena de hombres armados que forzaron y se metieron en una casa y los apalearon mientras vociferaban insultos homófobos. Banton fue presuntamente identificado por varios testigos, pero no fue arrestado hasta 15 meses después de que la orden judicial haya sido emitida, siendo absuelto en enero de 2006. Existen informes que hablan de que la investigación y el juicio fueron dudosamente dirigidos.
En una de las canciones de Beenie Man se pueden leer estas letras: «Soy un sueño de la nueva Jamaica, ven y ejecuta a todos los gais». Cierta letra de una canción de Sizzla reza: «Dispara al maricón, mi gran pistola, ¡boom!». A Nuh Fi Wi Faul por Elephant Man hace alarde del siguiente modo: «¡Maricón, muérete!/por favor, recuerda lo que te digo / Dámelo / Dispárales como a un pájaro».
La reputación de Shabba Ranks se vio muy dañada por sus opiniones y letras explícitamente homófobas. Esto se vio durante un incidente en el programa The Word, de la británica Channel 4, donde apareció proclamando la crucifixión de los homosexuales. De esta opinión hizo también alarde, por ejemplo, en su canción ¡Mariquitas, no!, en la que se puede escuchar la siguiente letra: «Si Jamaica legalizara las pistolas / para matar maricones, / sería la hostia de divertido».
Una campaña internacional contra la homofobia en los cantantes de reggae ha sido lanzada por Outrage!, un grupo británico de defensa de los derechos de los gais., la coalición británica SMM (Stop Murder Music) Coalition y otros. Un acuerdo para poner fin a las letras antigays en las actuaciones en vivo y no producir ningún material que vaya en contra de los homosexuales o que se vuelvan a sacar a la venta canciones ofensivas se llevó a cabo en febrero de 2005 entre las discográficas de dancehall y organizaciones que se oponen a las letras contra los gays y su asesinato. En julio de 2006 este acuerdo aparece haber sido revocado y la lucha contra la homofobia en la música parece ser que continuará.

La Alta Comisión de Canadá en Jamaica está pidiendo a los cantantes que quieran actuar en Canadá que firmen una Declaración del Artista que afirme que se ha leído y entendido completamente ciertos extractos del Código Penal canadiense, de la Carta Canadiense de los Derechos y Libertades, del Acta Canadiense de los Derechos Humanos, y además que «no se harán proclamas a favor ni defenderá el odio contra las personas debido a su [...] orientación sexual».